# M/S Isabelle
MS Isabelle, oprindeligt MS'Isabella er en cruisefærge ejet af det estiske rederi Tallink, efter en årelang fortid hos Viking Line. Hun blev bygget i 1989 af Brodogradilište Split i Split, Jugoslavien for SF Line, en af partnerne i Viking Line-konsortiet. Fra september 2008 har hun sejlet på ruten Turku-Mariehamn/Långnäs-Stockholm.

## Koncept og byggeri
MS Isabella var det andet af søsterskibene (det andet var MS Amorella) som blev bygget på Brodogradiliste Split værftet i Split, i det daværende Jugoslavien (nu Kroatien) til SF Line. Ordren på skibet kom den 2. april 1986. MS Isabelle blev lagt op den 13. august 1988 og blev først leveret til SF line den 15. juni 1989. MS Isabella forlod Jugoslavien i retning mod Finland den 20. august 1989. 

## Servicehistorie
Forud for lancering af MS Isabella for Viking Line besøgte hun den 3. juli Pori i Finland, hvor hun blev fremvist for offentligheden. MS Isabella skulle oprindelig erstatte MS Rosella på Naantali-Mariehamn-Kapellskär-ruten, men myndighederne i Kapellskär have ikke moderniseret byens havn, så de kunne imødekomme skibets størrelse. Resultatet af dette var, at da skibet blev leveret til Viking Line, skulle det i stedet for at sejle den planlagte Naantali-Mariehamn-Kapellskär-rute, i stedet sejle på rederiets nye Naantali-Stockholm-rute i sommersæsonen for om vinteren at sejle til Helsinki på 24-timers krydstogter. I foråret 1992 blev skibet moderniseret med bl.a. en ny bar på dæk 11 og et nyt kabinedæk på dæk 5, som erstattede et vogndæk, der tidligere have været på dette dæk. Derudover blev der ændret noget ved bemalingen af skibet, f.eks. blev der lavet en lang rød stribe i hele skibets længde, som kørte langs vinduerne på dæk 6. Efter sommersæsonen 1992 besluttede SF Line at stoppe ruten Naantali-Stockholm, og MS Isabella blev i stedet sat på Helsinki cruiseruten hele året rundt. I sommeren 1993 sejlede MS Isabella dog også nogle krydstogter til Visby. Efter sommersæsonen 1994 byttede MS Isabella rute med MS Cinderella og overtog hendes Helsinki-Stockholm-rute de næste tre år. I løbet af sommeren 1996 sejlede MS Isabella en række picnic-krydstogter til Tallinn. Disse viste sig dog at være mindre profitable og blev derfor afviklet efter blot en sæson.
I 1997 blev MS Gabriella, som var det nyeste indkøbte skib til Viking Lines flåde og et søsterskib til MS Isabelle, indsat på Helsinki-Stockholm-ruten, idet man så flyttede MS Isabella til Turku-Mariehamn-Stockholm-ruten sammen med MS Amorella. MS Isabella sejlede også i den periode lejlighedsvis til Helsinki, når det normale skib på denne rute lå for anker i havn. MS Isabella blev ombygget på Naantali i 2000. 
I september 2007 blev MS Isabella igen lagt op i Naantali. MS Isabellas afgiftsfri butik, pub og diskotek blev fuldstændig ombygget, og to tidligere restauranter blev erstattet af nye restauranter. I fremtiden har Viking Line planer om at renovere alle skibets kahytter som en del af deres store genopbygningsprogram af deres samlede flåde.

## Nyt rederi
I januar 2010 erklærede Viking Lines kommende direktør Mikael Backman, at rederiet var i gang med at forhandle med flere forskellige skibsværfter om muligheden for at konstruere nogle nye skibe, som f.eks kunne erstatte MS Isabella og MS Amorella på Turku-Stockholm-ruten. Den forventede leveringsdato for de nye skibe er maj 2012 og februar 2013. 
Under navnet MS Isabelle har skibet siden 2013 sejlet på færgeruten Stockholm – Riga for rederiet Tallink Silja Line 

## Dæk
Plan over de forskellige dæk efter bygningen i 1989
- Dæk 1. Ukendt
- Dæk 2. Kahytter
- Dæk 3. Vogndæk
- Dæk 4. Vogndæk (hydraulisk platform, der kan sænkes for at opdele vogndækket i to)
- Dæk 5. Kahytter og vogndæk
- Dæk 6. Sauna, varmtvandsbassiner, svømmebasin og kahytter
- Dæk 7. Cafeteria, legerum for børn, informationsskranke, afgiftsfrie butikker, kahytter
- Dæk 8. Buffet og alacarte-restauranter, pub, konferencerum, casino, natklub
- Dæk 9. Diskotek (laveste niveau), kahytter, soldæk
- Dæk 10. Diskotek (øverste niveau), mødelokaler, kahytter
- Dæk 11. Besætningens kahytter, soldæk
- Dæk 12. Kontrolrum

Plan over de forskellige dæk efter ombygningen i 1993/2007
- Dæk 1. Ukendt
- Dæk 2. Kahytter
- Dæk 3. Vogndæk
- Dæk 4. Vogndæk (hydraulisk platform, der kan sænkes for at opdele vogndækket i to)
- Dæk 5. Kahytter og vogndæk
- Dæk 6. Sauna, varmtvandsbassiner, svømmebassin og kahytter
- Dæk 7. Cafeteria, legerum for børn, klub, flypladser, spillehal, informationsskranke, afgiftsfrie butikker, kahytter
- Dæk 8. Buffet og alacarte-restauranter, tapasbar, pub, konferencerum, casino, natklub
- Dæk 9. Diskotek (laveste niveau), konferencerum, kahytter, soldæk
- Dæk 10. Diskotek (øverste niveau), mødelokaler, kahytter
- Dæk 11. Sky bar, konferencelokaler, besætningens opholdsrum, soldæk
- Dæk 12. Kontrolrum

## Eksterne links
- Wikimedia Commons har flere filer relateret til M/S Isabelle
- Viking Line official website for Isabelle